# Windsor Great Park

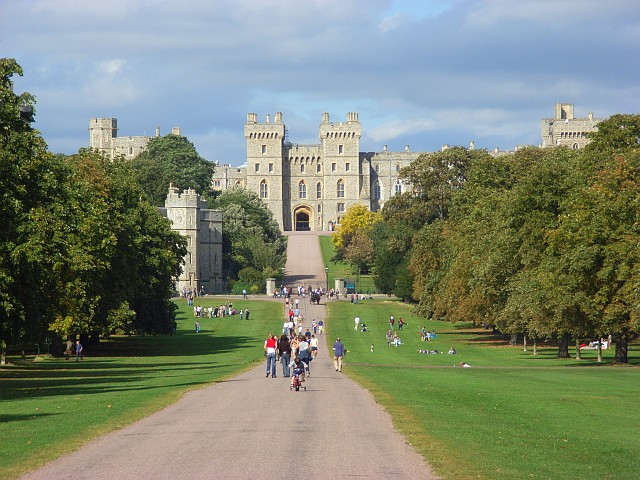
La Long Walk et le château de Windsor.

Le Windsor Great Park, c'est-à-dire en français : le « Grand Parc de Windsor » (localement appelé simplement the Great Park ou le « Grand Parc ») est un énorme parc réservé aux cerfs et un domaine royal de 2 020 hectares, au sud de la ville de Windsor sur la frontière du Berkshire et du Surrey en Angleterre. Le parc fut, pendant des siècles, le terrain de chasse privé du château de Windsor et date originairement du milieu du XIIIe siècle. Aujourd'hui, en grande partie ouvert au public, les espaces verts sont un lieu populaire de loisirs pour les habitants des banlieues de l'ouest londonien.

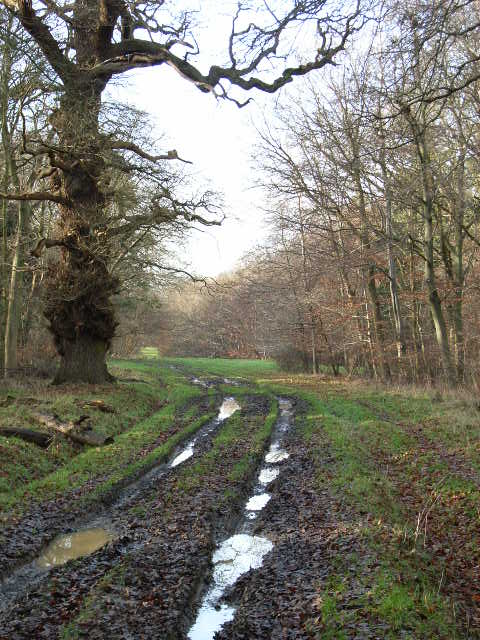
Chemin, Holliday's Plain.

## Géographie
Le Great Park est un domaine légèrement vallonné offrant des paysages variés. On y trouve de larges pelouses fréquentées par les cerfs, de petits bosquets, des fourrés, et des zones couvertes d'énormes vieux chênes solitaires.
Il y a une petite rivière au nord du parc appelée la River Bourne (parfois appelée Battle Bourne), affluent de la Tamise. Celle-ci traverse de nombreux étangs, plus particulièrement au sud. Les principaux sont Great Meadow Pond et Obelisk Pond, près du grand Virginia Water Lake.
La colline la plus haute est appelée Snow Hill et la longue travée d'arbres connue sous le nom de Long Walk part d'ici jusqu'aux portes du château de Windsor.
Le domaine est accessible par de nombreuses entrées : Queen Anne's Gate, Ranger's Gate, Forest Gate, Sandpit Gate, Prince Consort's gate, Blacknest Gate, Bishop's Gate et Bear's Rails Gate, et le parc originel du Moyen Âge peut encore être vu à certains endroits.
La route principale de Windsor, Sheet Street Road (A332), traverse le parc en direction du nord-est.
À l'ouest du parc se trouve The Village ou le Village, construit dans les années 1930 pour loger les employés du domaine royal. Des boutiques y sont maintenant installées. On trouve d'autres édifices tels que le Royal Lodge, le Cumberland Lodge, la Cranbourne Tower et la Norfolk Farm. Le parc s'étend principalement sur la commune du Vieux Windsor, même si la partie est du parc appartient à la commune de Runnymede et si certaines zones plus petites font partie des communes de Winkfield et de Sunninghill. 
Certains secteurs sont associés ou rattachés au Grand Parc, alors que ces zones ne sont pas à l'intérieur de ses frontières ; notamment Home Park, Mote Park, Flemish Farm, Cranbourne Chase, Forest Lodge et South Forest.

## Topographie

### Une réserve naturelle
Le Grand Parc propose d'innombrables possibilités de promenades, d'équitation ou de cyclisme.
C'est, aussi, le paradis des naturalistes. Notamment, l'été, au lever du soleil, il faut apprécier le chant des nombreuses espèces d'oiseaux présentes sur le site (notamment aux abords de Smiths Lawn, Blacknest Gate, Valley Gardens et Virginia Water).
En outre, des cerfs étaient depuis des siècles parqués dans le parc avant d'être retirés pendant la Seconde Guerre mondiale, les terres étant dévolues à l'agriculture. En 1979, sur la proposition du duc d'Édimbourg, des hectares au nord du parc furent clôturés pour réintroduire les cerfs. C'est désormais le milieu naturel d'un troupeau de cerfs en semi-liberté reflétant la finalité originelle du parc au Moyen Âge.

### Long Walk
La Long Walk ou « Longue Promenade » rectiligne fut commandée par Charles II entre 1680 et 1685 : il fit planter une travée d'ormes. Le chemin praticable la parcourant date de 1710, aménagée sous la reine Anne. Sa longueur est d'environ 4,5 km de long et marque l’extrême limite urbanisée de ville de Windsor sur sa partie est. On y a planté 1 652 arbres, à 9 mètres l'un de l'autre. La largeur des deux rangées d'arbres est comprise entre 45 mètres et 63 mètres.
En 1859, une commission présidée par le duc de Bedford, chargée de passer en revue la Long Walk, a conseillé que les vieux arbres morts, dangereux ou en décomposition devaient être remplacés par de nouveaux ormes. Toutefois, la terre étant inadaptée à cette essence, on préconisa le remplacement des vieux ormes par des chênes. Ce plan d'action fut respecté  en 1861, quoiqu'à faible échelle, par la plantation de chênes sur une partie de l'avenue. En 1879, trois autres sections allaient suivre. De 1921 jusqu'aux années 1930, on décida de remplacer les ormes encore présents par des marronniers et des platanes, tout en élargissant l'avenue.

### Queen Anne's Ride
La Queen Anne's Ride ou La Promenade de la reine Anne, qui date de 1708, est une grande avenue semblable à la Long Walk mais, contrairement à son équivalent, elle ne comprend qu'une simple rangée d'arbres la bordant de chaque côté. Elle s'étend en direction du sud-ouest vers Ascot.
Un petit scandale éclata quand on abattit les vieux chênes pour restaurer la Promenade (un millier de chênes furent remplacés). Mais, à vrai dire, cela montre comment le Windsor Great Park est géré en regardant l'avenir, cette restauration étant indéniablement entreprise pour le plaisir des visiteurs du siècle futur.
L'avenue constitue, l'été, une promenade de choix de la Queen's Anne Gate (L'Entrée de la Reine Anne) jusqu'au champ de course d'Ascot, en passant par « Le Village » (habitations occupées par certains employés du château et de son parc).

### The Copper Horse

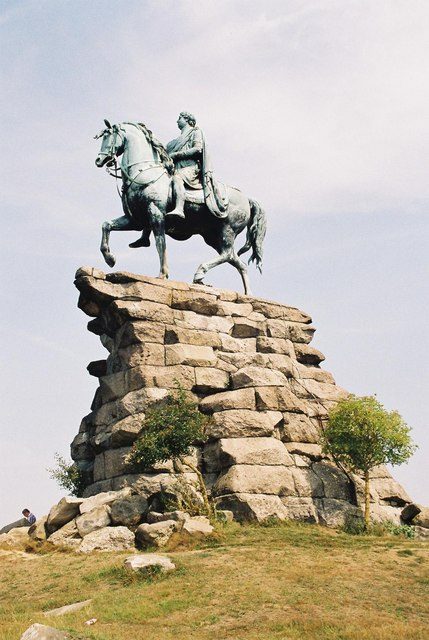
Copper Horse, château de Windsor.

La Long Walk conduit, plein sud, du château de Windsor, sur 4,5 km, vers une statue équestre de 1829 Copper Horse (ou litt. Cheval de cuivre) présentant le roi George III, statue posée au sommet de Snow Hill, point culminant du parc qui offre un panorama impressionnant sur le château.
On dit que Henri VIII se tenait sur Snow Hill en attendant les nouvelles de l'exécution d'Anne Boleyn qui devait être signalée par un tir de canon à partir de la Tour Ronde.
Copper Horse fut érigée par le fils de George III, George IV. On raconte (ce qui n'a jamais été établi) que le sculpteur s'y est pendu après s'être rendu compte qu'il avait oublié de sculpter les étriers. George IV souhaitait que la statue ressemble à celle de Pierre le Grand à Saint-Pétersbourg (le Cavalier de bronze de Falconet), d'où l'énorme socle. Avant d'être érigée, la statue fut endommagée quand la carriole la transportant s'est brisée près de Snow Hill (un fourneau fut installé sur le lieu afin que les réparations soient faites à la jambe endommagée).
Il y a d'autres statues équestres dans le parc, notamment celle du prince consort, à l'ouest des terrains de polo et celle de la reine Élisabeth II près du Village.

### Royal Lodge

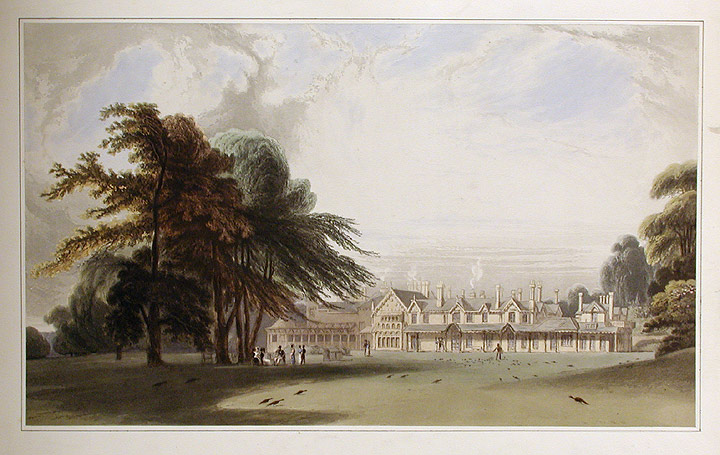
Royal Lodge, Windsor Great Park, château de Windsor.

Le Royal Lodge (litt. le Pavillon Royal) fut construit entre 1812 et 1822 au centre du parc à partir du pavillon de l'adjoint au garde forestier (Deputy Ranger's Lodge).  Il était destiné comme résidence de campagne au prince régent, devenu plus tard le roi George IV. À sa mort, il faut en grande partie abattu. Dans les années 1930, on rénova les ruines pour en faire la résidence du prince Albert, futur George VI, et de son épouse Elizabeth Bowes-Lyon. C'est aujourd'hui la résidence du prince Andrew et elle n'est pas accessible au public.
Autre curiosité, dans le parc du Royal Lodge, Little House (petit cottage miniature gallois à toit de chaume) offert en avril 1932 par le peuple gallois à la princesse Elizabeth pour son sixième anniversaire. Entièrement meublé, il a son propre petit jardin miniature.

### Cumberland Lodge et Cranbourne Tower
À noter, d'autres édifices dans le parc.

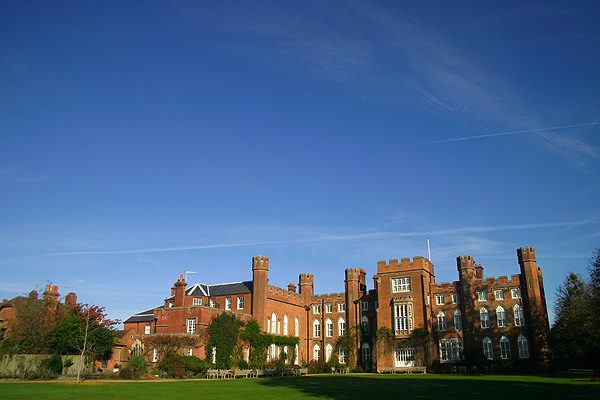
Cumberland Lodge, vue du jardin.

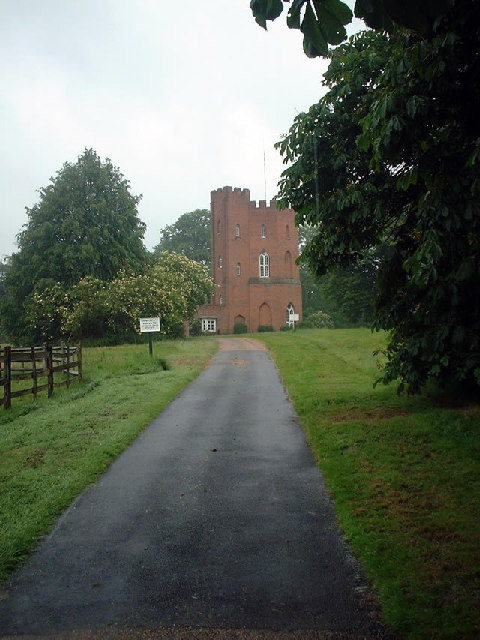
Cranbourne Tower.

Le Cumberland Lodge fut bâti pendant la guerre civile, quand une partie du parc fut bradé et devint, par la suite, à la Restauration, la résidence officielle du garde forestier du parc. C'est aujourd'hui, à la fois le siège de la fondation Ste Catharine du roi George VI et de la reine Elizabeth (centre de conférences, de séminaires et de formation). Les jardins ne sont, en général, pas ouverts au public mais le bâtiment peut être observé à partir de l'entrée principale.
Cranbourne Tower est également facilement observable des chemins environnants. C'est tout ce qu'il reste du Cranbourne Lodge, la résidence du garde-chasse de Cranbourne. On pense qu'il date du XVIe siècle.

### Savill Garden et Valley Gardens

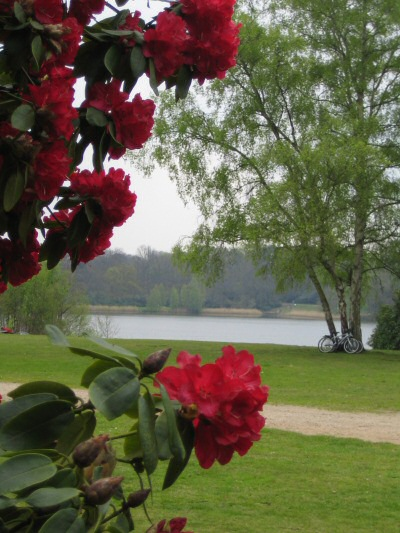
Valley Gardens, vue sur le Lac de Virginia Water.

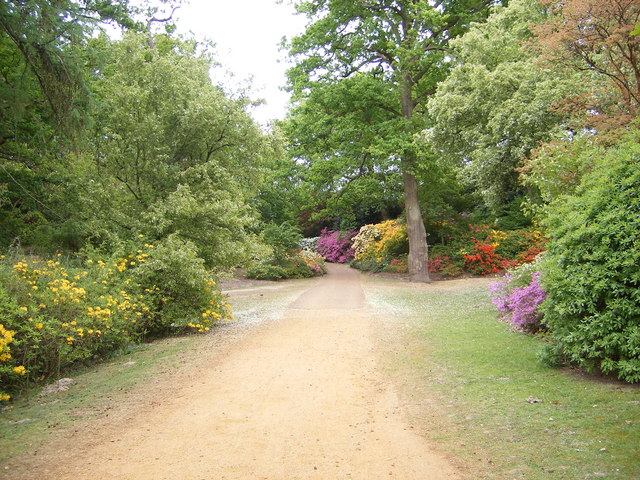
Valley Gardens.

Au sud-est du parc, près de la commune d'Englefield Green et de la commune d'Egham, on trouve les très populaires Savill Garden et Valley Gardens, jardins créés dans les années 1930 et 1940 par Eric Savill, garde forestier entre 1932 et 1959. Ces jardins comprennent une extraordinaire collection de fleurs et d'arbres du monde entier. Smith's Lawn et les terrains de polo sont à proximité.
Le Savill Garden couvre environ 14 hectares et porte depuis 1951 le nom de son créateur Eric Savill. Ce jardin est considéré comme le jardin forestier le plus beau au monde renfermant une grande collection de spécimens rares. On parle de "9 jardins dans un jardin". Outre les rhododendrons et les azalées, on peut y admirer des plantes herbacées, une roseraie, des plantes et fleurs spécifiques aux tourbières, aux marécages ou de plantes rocailleuses. À voir également le New Zealand garden, ce jardin propose la plus grande collection de plantes extérieures originaires de Nouvelle-Zélande. La Temperature House est une serre cultivant toutes les espèces rares et délicates, notamment les rhododendrons et les camélias d'Asie. Le Savill Building, quant à lui, outre les boutiques et restaurant qu'il accueille, est à voir pour son architecture.
Les Valley Gardens couvrent plus de 100 hectares et donnent sur le Lac de Virginia Water. Ces jardins contiennent une extraordinaire collection d'arbres, d'arbustes et de plantes. Ces jardins sont particulièrement spectaculaires avec la floraison de son assortiment de rhododendrons, d'azalées, de camélias et de magnolias. Également, la collection de conifères nains et la collection d'hortensias mérite un arrêt prolongé.

### Virginia Water Lake

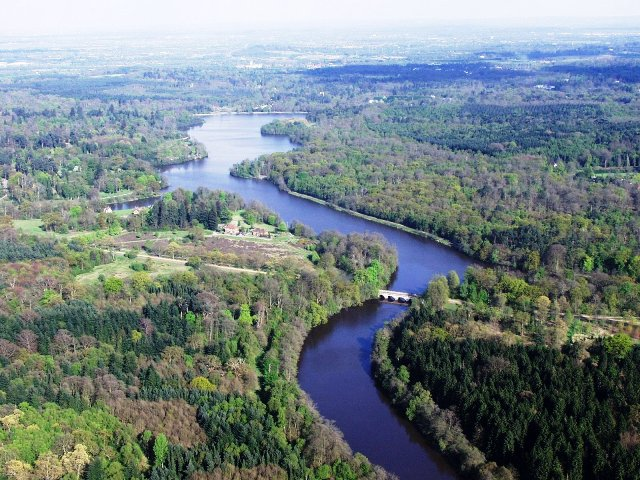
Lac de Virginia Water, vue aérienne.

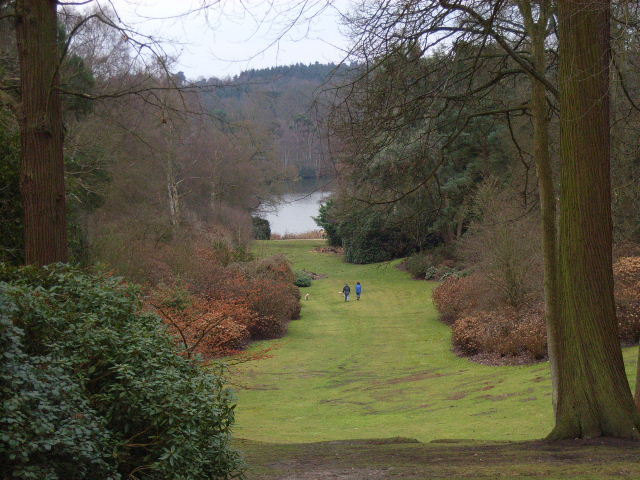
Vue sur le lac Virginia Water, belvédère Valley Gardens.

Le Virginia Water Lake, au sud du parc, est un lac artificiel d'environ 1 km² datant du XVIIIe siècle. Outre la beauté intrinsèque du lac et de ses rives, on peut y admirer un totem de 30 mètres de haut offert par la Colombie-Britannique pour son centenaire, une cascade ornementale datant du XVIIIe siècle et un « temple Romain » construit à partir des colonnes et linteaux rapportés du site de Leptis Magna (près de Tripoli) à Virginia Water en 1818.
À côté d'un plus petit lac, connu sous le nom de Obelisk Pond ou la mare à l'obélisque, on trouve un obélisque commémoratif à la mémoire du duc de Cumberland.

### Smith's Lawn
Intercalé entre les Savill et Valley Gardens, la Smith's Lawn (ou litt. Pelouse ou Plaine de Smith) tire probablement son nom de la Smith's Lawn Plantation, par pelouse on entend alors une clairière, un pré pour les cerfs. Le lieu pourrait avoir été ainsi nommé, selon les uns, d'après Thomas Smith, gardien du Manor Lodge ou, selon d'autres, d'après Bernard Smith, valet d'écurie royal.
Pendant la Première Guerre mondiale, elle fut le quartier général de la Canadian Forestry Corps, bataillon canadien chargé d'abattre les arbres nécessaires à l'effort de guerre. Pendant la Seconde Guerre, elle accueille un aérodrome dévolu aux forces américaines.
De nos jours, s'y déroulent de nombreuses activités équestres ; notamment y sont présents les terrains de polo.

### Le Totem Pole

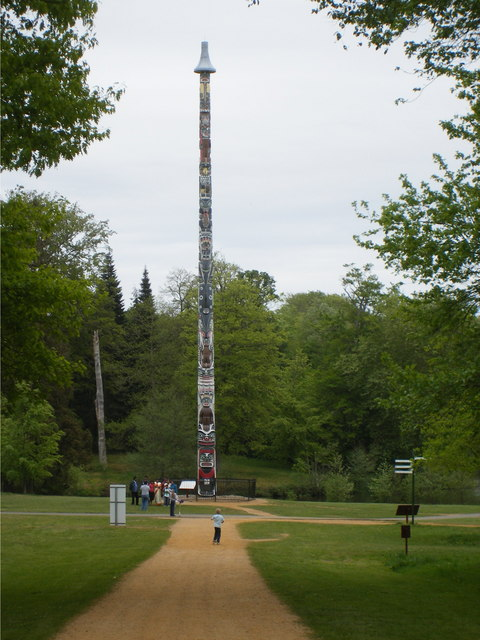
Totem Pole, Lac de Virginia Water.

Le Totem Pole (ou litt. mât totémique) est un cadeau du peuple canadien fait en juin 1958 à la reine Élisabeth II. Ce totem fait 30 mètres de haut et marque le centième anniversaire de la Colombie-Britannique, proclamée colonie britannique par la reine Victoria le 19 novembre 1858.
Ces mâts sont caractéristiques de l'art des Indiens de la Côte Pacifique. Ils n'ont aucune signification religieuse, tenant davantage de l'arbre généalogique exprimant l'histoire et les légendes de la tribu. Ce totem fut sculpté dans un unique thuya rouge vieux de 600 ans.

## Histoire
La construction du château de Windsor commença au XIe siècle sous Guillaume le Conquérant, le lieu constituant une place défensive sur la Tamise. Une large superficie de la forêt de Windsor au sud du château fut réservée au roi pour la chasse mais aussi pour approvisionner le château en bois, cerfs, sangliers et poissons. Ce n'est que bien plus tard qu'on a défini comme Windsor Great Park la zone. En 1129, le premier « Parker » ou responsable du parc fut nommé et, en 1240, le roi Henry III définit officiellement les frontières de parc, d'une superficie beaucoup plus grande que le parc actuel. Le château était alors une simple forteresse et le roi, quand il venait chasser, résidait à Manor House, résidence plus confortable dans le Vieux Windsor (qui devint plus tard Manor Lodge). Le titre de « Parker » existe encore aujourd'hui sous le nom de « Ranger », titre actuellement détenu par le roi Charles III. Les rois Édouard Ier et Édouard III utilisaient le parc pour des joutes et des tournois ; le second y ayant ses haras royaux pour subvenir aux besoins en chevaux lors de la guerre de Cent Ans.

La première grande plantation d'arbres dans le parc eut lieu en 1580 sous l'impulsion du Lord Burleigh, afin de fournir en bois de marine, la Royal Navy, dans un contexte géopolitique européen tendu (guerre de Quatre-Vingts Ans). Après Charles II, qui fut à l'initiative de la Long Walk en 1680 reliant le château au parc, suivent d'importants aménagements du parc ; la plupart des forêts, des bosquets actuels sont l'héritage de cette époque.
Exception faite de la « privatisation » du parc ordonnée par Oliver Cromwell afin de payer la guerre civile, la zone resta la propriété personnelle de la monarchie jusqu'au règne du roi George III quand son contrôle fut cédé au Parlement. De nos jours, le parc est la propriété personnelle de la reine Élisabeth II même si géré par le Crown Estate (litt. le Domaine Royal ou le Domaine de la Couronne), un organisme public chargé d'administrer les biens de la Couronne.

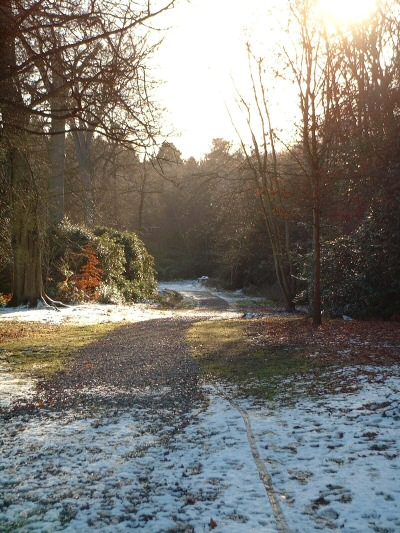
En hiver.

À partir du XVIIIe siècle, le parc a perdu de son utilité comme source d'approvisionnement en vivres et les monarques de la maison de Hanovre ont préféré y construire jardins et édifices plutôt qu'y venir chasser. George III et plus tard George IV y ont étendu le reboisement et y ont construit plusieurs édifices et monuments, notamment Copper Horse (représentant George III) ou l'Obélisque (en l'honneur du prince William Augustus, duc de Cumberland). George III a également importé un ensemble de ruines d'un temple romain vieux de 2000 ans de Libye pour le placer dans le parc.
Virginia Water commença en 1746 sous l'impulsion du prince William Augustus, duc de Cumberland, alors ranger du parc. On dispose de peu de notes concernant les travaux du Virginia Water Lake ; toutefois, on pense que des prisonniers issus des soulèvements des Jacobites y ont participé. À l'origine, le lac était plus petit que celui d'aujourd'hui et fut détruit par une inondation en 1768. En 1780, Paul Sandby and Thomas Sandby (2 frères, le premier cartographe, le second cartographe et architecte) commencèrent sur le site la réalisation d'un lac plus important en y ajoutant une chute d'eau artificielle, Meadow Pond et Obelisk Pond (deux étangs). Le lac remplaçait un petit cours d'eau du même nom, Virginia Water, nom lui-même inspiré de la reine Elizabeth Ire surnommée la reine Vierge ou en anglais Virgin Queen.
La reine Victoria et son époux le prince Albert furent probablement les plus grands protecteurs du parc. En tant que ranger du parc, ce dernier y développa l'agriculture et la sylviculture. Après la mort de son époux, la reine se retira de la vie publique, en partie dans le parc. À côté de Frogmore House, elle fit construire pour son bien-aimé un mausolée, où elle-même elle sera inhumée à sa mort.
Au cours des deux guerres mondiales, le Smith's Lawn accueillit des militaires. Pendant les années 1940, la majeure partie du parc aux cerfs fut labouré et cultivé, occasionnant l'abattage de centaines d'arbres séculaires. En outre, plus de 200 bombes y explosèrent, y compris plusieurs missiles V-2. Dans les années 1950, on a transformé le parc en cet espace de loisirs ouverts à tous qu'on connaît aujourd'hui. Arbres, arbustes et plantes furent replantés dans le Savill Garden (qu'on a laissé vierge pendant la guerre) et les nouveaux Valley Gardens. En 1951, un grand mur fut bâti à Savill à partir des briques provenant des habitations londoniennes détruites par les bombes. En 1958, un totem offert par la Colombie-Britannique à la reine fut installé tout proche. Un nouveau centre d'accueil pour les visiteurs fut ouvert en juin 2006, et fut finaliste en 2007 pour le prix Stirling.